# Perdonami se ho peccato
Perdonami se ho peccato (Something to Live For) è un film del 1952, diretto da George Stevens.

## Trama
Alan (Ray Milland) è un ex alcolizzato che ora ha vinto la sua battaglia contro l'insano vizio e combatte per cercare di redimere altre persone affette dal medesimo problema. Così incontra Jenny (Joan Fontaine), una fanciulla che si è rifugiata nell'alcool dopo una delusione amorosa.